# 加列诺拱门

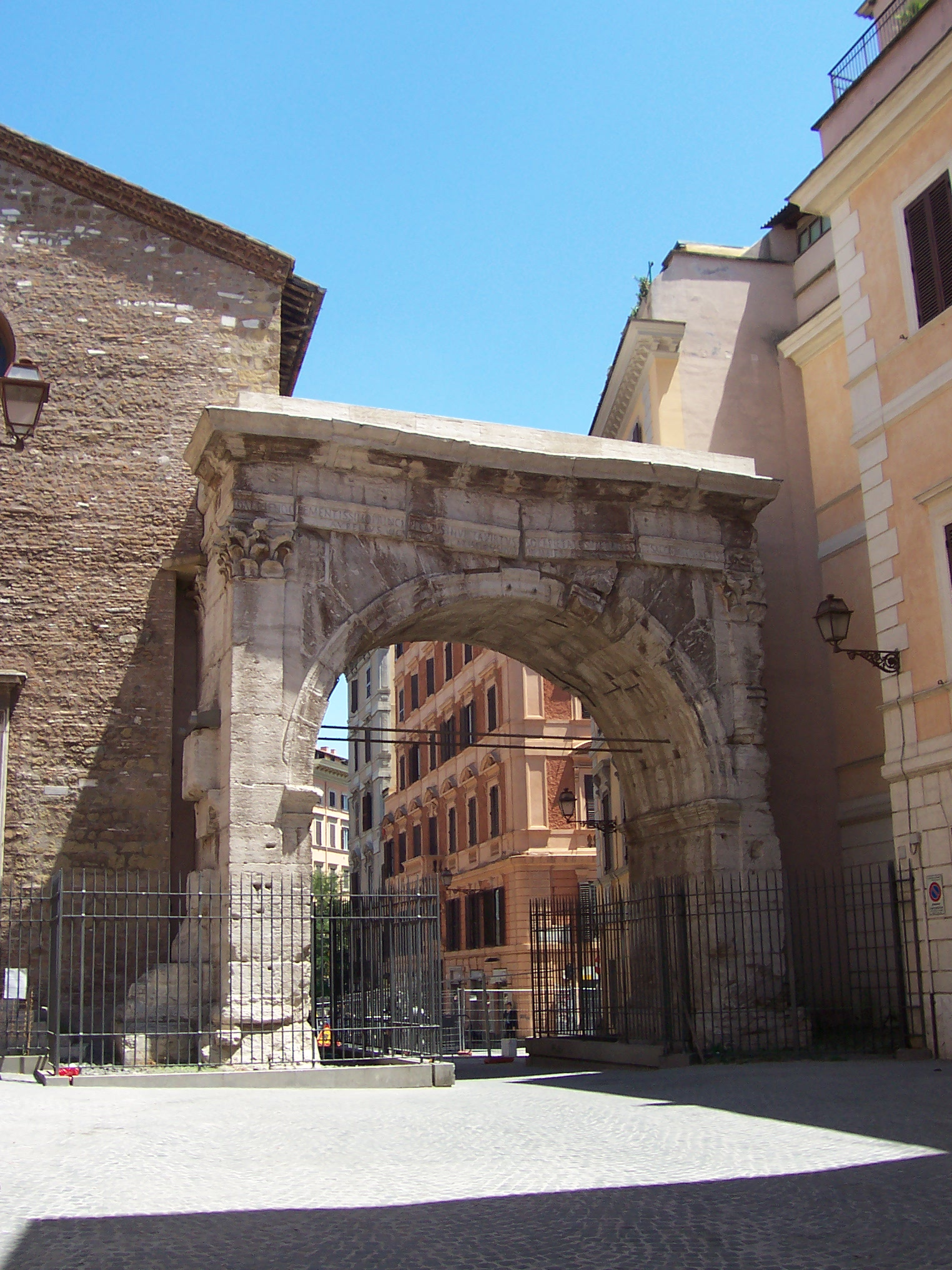
加列諾拱門

加列諾拱門（Arco di Gallieno）是羅馬的一座拱門，修建在埃斯奎利諾門的原址上。這座拱門是提布提納道和拉比卡納道的起點。